# Ланкастер-гейт (станція метро)
51°30′42″ пн. ш. 0°10′32″ зх. д. / 51.51175° пн. ш. 0.175472° зх. д.
Ланкастер-гейт (англ. Lancaster Gate) — станція Лондонського метрополітену, розташована на Центральній лінії біля Ланкастер-гейт на вулиці Бейсвотер-роуд, Бейсуотер, Вестмінстер, на північ від Кенсінгтонських садів, між станціями Квінсвей та Марбл-арч. Станція відноситься до 1-ї тарифної зони. В 2017 році пасажирообіг станції становив 6.24 млн осіб На станції заставлено тактильне покриття.

## Історія
Станція Ланкастер-гейт була відкрита 30 липня 1900 року Central London Railway (тепер Центральна лінія).
Станція Ланкастер-гейт була закрита з липня по листопад 2006 року, задля ремонту ліфтів. та з січня по червень 2017 року для повної заміни ліфтів

## Розташування та пересадки
Станція розташована приблизно за 300 метрів на схід від Ланкастер-гейт та у кроковій досяжності від залізничних станцій Паддінгтон та Мерілебон, та метростанцій Паддінгтон та Паддінгтон.
Пересадки на автобуси маршрутів: 46, 94, 148, 274 та нічного маршруту N207.